# Giorgio Terruzzi
Giorgio Luca Maria Terruzzi (Milano, 3 agosto 1958) è un giornalista e scrittore italiano, scrive per il Corriere della Sera e Scarp de' tenis, Autosprint, Dribbling Rai2, TG5. È autore di testi per il teatro e il cinema, e consigliere dell'A.S. Rugby Milano.

## Biografia
Si è laureato nel 1982, in Discipline delle arti, della musica e dello spettacolo all'Università di Bologna con tesi su Peter Brook.
Collabora ai testi di Claudio Bisio e di Diego Abatantuono.
Ha scritto testi per teatro (Tersa Repubblica con Rocco Tanica e Claudio Bisio; I bambini sono di sinistra con Michele Serra e Claudio Bisio), per pubblicità e per il cinema la sceneggiatura di Asini.
Fino al 31 dicembre 2012 è stato vice-direttore della testata Sport Mediaset, oltre che responsabile della rubrica "Motori". Da allora collabora come inviato ed editorialista. Per Sport Mediaset ha realizzato alcuni documentari a tema sportivo. Tra questi, "Ferrari 100" con Tonino Guerra e Pepi Cereda; "Ayrton" con Lucio Dalla e Claudio Bisio.
Ha mosso i suoi primi passi nel giornalismo, gestendo un'agenzia giornalistica insieme a Beppe Viola e ha poi collaborato con numerosi quotidiani e mensili (Corriere della Sera, GQ, Icon, Panorama, Autosprint, Ruoteclassiche) con i quali lavora stabilmente. Con Emilio Tadini, Guido Vergani, Gianfranco Pardi, Carlo Orsi e Silvana Beretta ha fondato la rivista Città.
È stato caporedattore del programma Matrix, diretto da Enrico Mentana. È consigliere dell'A.S. Rugby Milano, con la quale ha varato un progetto all'interno dell'Istituto Penale Minorile Cesare Beccaria di Milano. Nell'ambito di questa iniziativa ha realizzato il documentario dal titolo "All Bec", premiato all'International Sport Film Festival 2012. Dal 2013 si occupa anche del progetto "Rugby Bol" all'interno del carcere di Bollate, sempre con l'A.S. Rugby Milano. Nel 2016, basandosi su questa esperienza, ha realizzato con Marcello Pastonesi il documentario "Un bel coraggio". 
Ha curato con Mino Taveri e Luca Serafini la realizzazione di Sport Mediaset XXL, programma di approfondimento sportivo in onda la domenica su Italia 1, ed è spesso ospite in studio, nei post gara della MotoGP, oltre che inviato sui circuiti di Formula 1.
Dal 2015 è editorialista per il programma Tiki Taka.
Dal 2016 collabora come editorialista al programma Matrix Chiambretti.
Dal 2017 partecipa come ospite e come autore di servizi a tema al programma Quelli che il calcio su Rai 2.
Il suo libro "Suite 200 - l'ultima notte di Ayrton Senna", uscita aprile 2014, (66thand2nd), ha vinto nel 2015, per la seconda volta, il premio Bancarella Sport e nel 2014 si è aggiudicato il Premio Speciale CONI-Memo Geremia. Dal libro è nata una mostra itinerante con fotografie di Ercole Colombo e catalogo edito da Skira (Museo dell'Autodromo di Monza, Arengario di Monza, Museo Lamborghini di Sant'Agata). Nel settembre del 2015 è uscito il libro "Grazie Valentino" (Rizzoli). Sempre con fotografie di Ercole Colombo, ha curato la mostra "Wow Gilles" dedicata a Gilles Villeneuve, con catalogo edito da Skira (Spazio Oberdan Milano, Museo dell'Autodromo di Monza).
Nell'aprile del 2017 ha pubblicato il romanzo "Semplice" (Rizzoli). Nell'ottobre del 2017 ha collaborato (con Marina Viola e Marco Pastonesi) alla riedizione del libro "Inediti e Dimenticati" di Beppe Viola, pubblicato con il titolo "Sportivo sarà lei" da Quodlibet. Nell'ottobre del 2018 ha pubblicato il libro "Quando ridi. Parole sussurrate a una figlia" (Rizzoli).
Dal 2018 collabora con Red Bull, occupandosi del podcast "Terruzzi racconta la Formula 1", in cui mescola l'analisi dei Gran Premi attuali con storie e aneddoti personali della sua carriera al seguito della Formula 1. Dal 2021 è accompagnato dal giornalista Pino Allievi (storica firma della Gazzetta dello Sport) e da Stefano Nicoli.
Tiene un corso ogni anno al Master Comunicazione e Sport Management dello IULM e al Master IPM dell'Università Cattolica di Milano
Nel 2019 ha curato con Marco Pastonesi la mostra "Muhammad Ali", PAN Palazzo delle Arti, Napoli. Sempre nel 2019, con Carlo Orsi, Giangiacomo Schiavi, Andrea Lancellotti e Angelo Careddu, ha ridato vita alla rivista "Città".
Sempre nel 2019 il libro "Suite 200" è stato ripubblicato con aggiornamenti da 66thand2nd e venduto in edizione speciale anche da Corriere della Sera e Gazzetta dello Sport.
Nell'autunno 2019 esce il libro "Pro-fumo" (ed. Cinquesensi) realizzato in collaborazione con Giancarlo Vitali, scomparso nel 2018. Testi e opere sul tema del fumo, praticato da entrambi.
Dal mese di aprile 2020 tiene una rubrica sul giornale di strada Scarp de' tenis, dal titolo "Per nome e cognome". Nell'estate del 2020 ha scritto sei testi su altrettanti pugili per il concerto jazz dal titolo "Gong". Musicisti: Luca Aquino (tromba) Manu Katchè (batteria) Antonio Jasevoli (chitarra) e Pierpaolo Ranieri (basso). Scene di Mimmo Paladino. Sempre nel 2020 ha realizzato in collaborazione con iFoodies e BMW Italia il progetto "Prendi la targa", 20 luoghi, 20 storie italiane, che verrà sviluppato in un libro nel 2021.
Nel 2021 ha pubblicato "Atlante sentimentale - un viaggio italiano, 40 luoghi, 40 storie, 40 crocevia"(Rizzoli). Nello stesso anno ha curato la mostra "F1 Heroes" con Ercole Colombo, con catalogo pubblicato da Skira.
Nell'aprile 2022 è uscito "Si potrebbe andare tutti al mio funerale" (Einaudi) scritto in collaborazione con Diego Abatantuono. In maggio Rizzoli ha ripubblicato il libro "Fondocorsa" sugli ultimi capitoli della storia curiosa e tragica di Alberto Ascari.
Nel 2023 ha realizzato una serie di 6 Podcast per Chora Media e Dils dal titolo This is my Milano.
Sempre nel 2023 ha collaborato con Renato Pozzetto alla stesura del libro "Ne uccide più la gola che la sciarpa" (Rizzoli).
Nel 2024 ha scritto con Riccardo Patrese il libro "F.1 Backstage" (Rizzoli) ed ha curato con Giangicomo Schiavi la mostra "Miracoli a Milano" (Palazzo Morando, Milano) dedicata allo straordinario lavoro del fotografo Carlo Orsi.
E'condirettore della rivista "Città" pubblicata due volte l'anno.

## Pubblicazioni
- Ho dato l'anima, Sperling & Kupfer 2005. Premio selezione Bancarella Sport
- Curva cieca - Vita di Achille Varzi, Giorgio Nada Editore 1991. Premio Bancarella Sport
- Palla Lunga e Pedalare, Baldini e Castoldi 1992 con Marco Pastonesi
- Se l'ammazzi fai pari, Zelig 2004 con Marco Pastonesi
- Brasile, Gulliver, 1990 con Pigio Pastonesi. Prefazione di Ayrton Senna
- Fondocorsa, Gallucci
- Il bello del gas, Zelig con Marco Pastonesi
- Il Mio Dio è ateo, Sperling & Kupfer 2008.
- Milanismi, Arnoldo Mondadori Editore con Diego Abatantuono
- I bambini sono di sinistra, Einaudi con Claudio Bisio, Michele Serra, Gigio Alberti
- Ladri di cotolette, Mondadori con Diego Abatantuono, 2013
- Suite 200 - l'ultima notte di Ayrton Senna, 66thand2nd, 2014. Premio Bancarella Sport
- Grazie Valentino, Rizzoli, 2015
- Semplice, Rizzoli, 2017
- Quando ridi, Rizzoli, 2018
- Pro-Fumo, con Giancarlo Vitali - Cinquesensi, 2019
- Atlante sentimentale - Rizzoli, 2021
- F1 Heroes - Skira, 2021
- Fondo corsa - Rizzoli, 2022
- Si potrebbe andare tutti al mio funerale, con Diego Abatantuono - Einaudi, 2022
- F1 Backstage. Storie di uomini in corsa, con Riccardo Patrese - Rizzoli, 2024